# Autoironia
L'autoironia és el fet i la capacitat de riure's de si mateix; pot ser tant d'una persona de si mateix com de tot el grup social o poble al qual hom pertany. Pot ser una eina terapèutica així com un procediment retòric, artístic i literari dins les diverses formes d'humor. L'autoironia és considerada com una font principal d'autoconeixement. Molts la veuen com una condició essencial de la humanitat. Per a Joan Fuster i Ortells: «L'home riu, es riu, i la més elemental observació demostra que sempre riu de si mateix»; segons Jaume Perich i Escala, l'ésser humà no hi té cap mèrit, puix que «és l'únic que dona motius per a això».
L'autoironia pot convertir-se en una manera elegant d'autodefensa que fa part de la cultura de certs grups minoritaris, com els transvestits, o certs pobles com es veu en l'humor britànic o jueu. L'autoironia que pot regnar dins d'un grup de vegades pot ser tant feroç, que si provingués d'un d'exterior, seria considerada com a discriminatòria o racista. Qui riu de si mateix es pot desensibilitzar del mal fet per la ironia o els insults de tercers. És l'arma de molts humoristes, que en riure's fins i tot de si mateixos, s'atorguen el dret de riure's de tot i de tots. Ans, al contrari, l'absència d'autoironia és una feblesa major dels protagonistes de sistemes polítics dictatorials o d'ideologies dogmàtiques que només veuen el seu punt de vista i que no poden acceptar qualsevol crítica, dissidència o heretgia. La manca d'autoironia és un problema major de moviments integristes, com ho mostren els atacs recents a Charlie Hebdo o al diari Hamburger Morgenpost del gener del 2015 o a altres mitjans de comunicació.

L'escriptor txec Václav Havel va resumir el principi de l'autoironia en la seva famosa frase: «Qualsevol que es prengui a un mateix massa seriosament sempre corre el risc de semblar ridícul. Això no passa mai amb qui sempre és capaç de riure's de si mateix de manera conseqüent.» En l'àmbit català, entre d'altres, el poeta gironí Carles Fages de Climent o l'escriptor Joan Fuster n'eren uns mestres. El país té una tradició amb revistes satíriques que sempre contenien una gran dosi d'autoironia, com Cu-Cut! (1902-1912) o La campana de Gràcia. Aquesta tradició va renovar-se amb programes televisius com Polònia i Crackòvia, «que es riuen del mort i del qui el vetlla amb una desimboltura que no deixa canya dreta»:
| «                                              | Quina sort per a un país que pugui riure's de si mateix d'aquesta manera i que els poders públics, encara que sovint se'ls faci una ganyota a la cara, no puguin tenir la temptació d'impedir-ho... | » |
| — Antoni Dalmau i Ribalta (2014), De per riure | |   |